# جیووانی اسپرانزا
جیووانی اسپرانزا (انگلیسی: Giovanni Speranza؛ زادهٔ ۶ مارس ۱۹۸۲) بازیکن فوتبال اهل ایتالیا است.
از باشگاه‌هایی که در آن بازی کرده‌است می‌توان به باشگاه فوتبال مونتسا، باشگاه فوتبال ماینتس ۰۵، باشگاه فوتبال داک ۱۹۰۴ دونایسکا استردا، و باشگاه فوتبال آینتراخت فرانکفورت اشاره کرد.
وی همچنین در تیم ملی فوتبال تیم ملی فوتسال ایتالیا بازی کرده‌است.